# Eupetrichthys angustipes
Genre
Espèce
Eupetrichthys angustipes est une espèce de poissons  de la famille des Labridae, de l'ordre des Perciformes. Il s'agit de la seule espèce au sein du genre Eupetrichthys.

## Habitat et répartition
On rencontre cette espèce au sud-est de l'Australie, sur les côtes rocheuses riches en algues jusqu'à 40 m de profondeur.